# Červec nopálový
Červec nopálový (Dactylopius coccus, též nopálovec karmínový) je hmyz rodu Dactylopius z řádu polokřídlých (Hemiptera). Má velký hospodářský i historický význam; pochází z centrální a jižní Ameriky, z oblastí jako Mexiko a Arizona. Dále se rozšířil celosvětově jako vývozní surovina, nicméně největším výrobcem barviva zůstává Peru.
Tento hmyz se nachází na kaktusech rodů Opuntia a Nopalea, žije přisedle v stinných zákoutích rostliny, kde kolem sebe vytváří ochranný bílý povlak. Hmyz saje mízu rostlin obsahující živiny a karmínové barvivo tvoří jako obranu proti predátorům. Barvivo se používá k barvení pokrmů a kosmetiky.